# Cephalanthera longifolia
Cephalanthera longifolia é uma espécie de orquídea de hábito terrestre. Pode ser encontrada em grande parte do oeste e sul da Europa, sendo comum em algumas partes da sua área de distribuição, tal como o sul de França e Espanha, mas está em  perigo de extinção em particular nas zonas do norte, como na Bélgica.

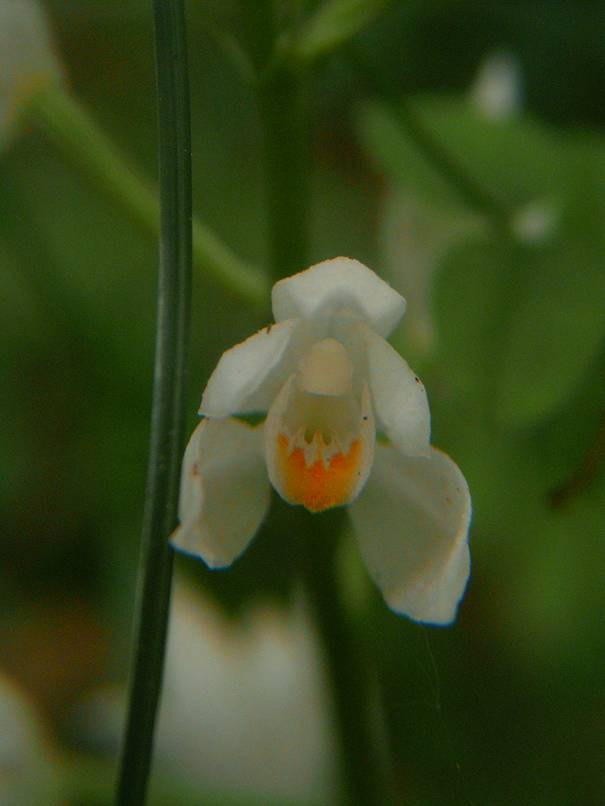
Detalhe da flor

## Descrição
Tem as folhas grandes, estreitas e afiladas, de donde deriva o seu nome comum. A planta alcança uma altura de 25 cm em condições típicas. A inflorescência possui de 8-20 flores campanuladas de aproximadamente 1 cm de tamanho, muitas vezes não totalmente abertas. A sua floração dá-se de abril a agosto, dependendo da localização e altitude. No geral cresce em lugares húmidos em bosques.
No Reino Unido é uma espécie em declínio, e os trabalhos de conservação estão a ser desenvolvidos em vários locais. Em 2007 foi classificada como uma espécie prioritária.

## Taxonomia
Cephalanthera longifolia foi descrita por (L.) Fritsch e publicada em Oesterreichische Botanische Zeitschrift 38: 81. 1888.

## Citologia
O número de cromossomas de Cephalanthera longifolia (Fam. Orchidaceae) e táxons infra-específicos é 2n=32

## Etimologia
Cephalanthera: nome genérico que provém do grego: κεφαλὴ = "cabeça" e do lati, anthera = "antera", e é uma referência à forma globular das anteras da flor, similar a uma cabeza.
longifolia: epíteto latim que significa "com folhas compridas".

## Sinonimia
- Cephalanthera acuminata Wall. ex Lindl. (1840)
- Cephalanthera angustifolia Simonk. (1887)
- Cephalanthera ensifolia Rich. (1817)
- Cephalanthera grandiflora Gray (1821)
- Cephalanthera lonchophylla Rchb.f. (1851)
- Cephalanthera longifolia f. angustifolia Maire & Weiller (1959)
- Cephalanthera longifolia f. latifolia (Maire) Maire & Weiller (1959)
- Cephalanthera longifolia var. pilosa Harz (1896)
- Cephalanthera maravignae Tineo in G.Gussone (1844)
- Cephalanthera pallens Rich. (1817)
- Cephalanthera thomsonii Rchb.f. (1876)
- Cephalanthera xiphophyllum Rchb.f. (1851)
- Cephalanthera xiphophyllum var. latifolia Maire (1914)
- Epipactis ensifolia F.W.Schmidt (1795)
- Epipactis grandiflora (L.) Sm. (1795)
- Epipactis grandifolia All. (1785)
- Epipactis pallens Sw. (1805)
- Epipactis pallida Sw. (1800)
- Epipactis xiphophylla (Ehrh. ex L.f.) Sw. (1805)
- Limodorum acuminatum (Wall. ex Lindl.) Kuntze (1891)
- Limodorum grandiflorum (L.) Kuntze (1891)
- Limodorum longifolium (L.) Kuntze (1891)
- Serapias ensifolia Murray (1784)
- Serapias grandiflora L. (1767)
- Serapias helleborine var. longifolia L. (1753) (Basionymum)
- Serapias lonchophyllum L.f. (1782)
- Serapias longifolia (L.) Scop. (1772)
- Serapias nivea Vill. (1787)
- Serapias pallida Wahlenb. (1814)
- Serapias xiphophyllum Ehrh. (1782)